# 트엉띤현
트엉띤현(베트남어: Huyện Thường Tín / 常信縣)은 베트남 하노이의 행정 구역이다. 홍강 삼각주의 일부이며, 면적은 127.59km2이다.

## 지리
트엉띤현은 하노이의 중앙에서 남쪽에 위치해 있다. 서쪽으로는 타인오아이현, 북쪽으로는 타인찌현, 동쪽은 흥옌성과, 남쪽은 푸쑤옌현과 각각 경계를 접하고 있다. 현의 동쪽은 홍강이 자연 경계를 이루고 있다.

## 행정구역

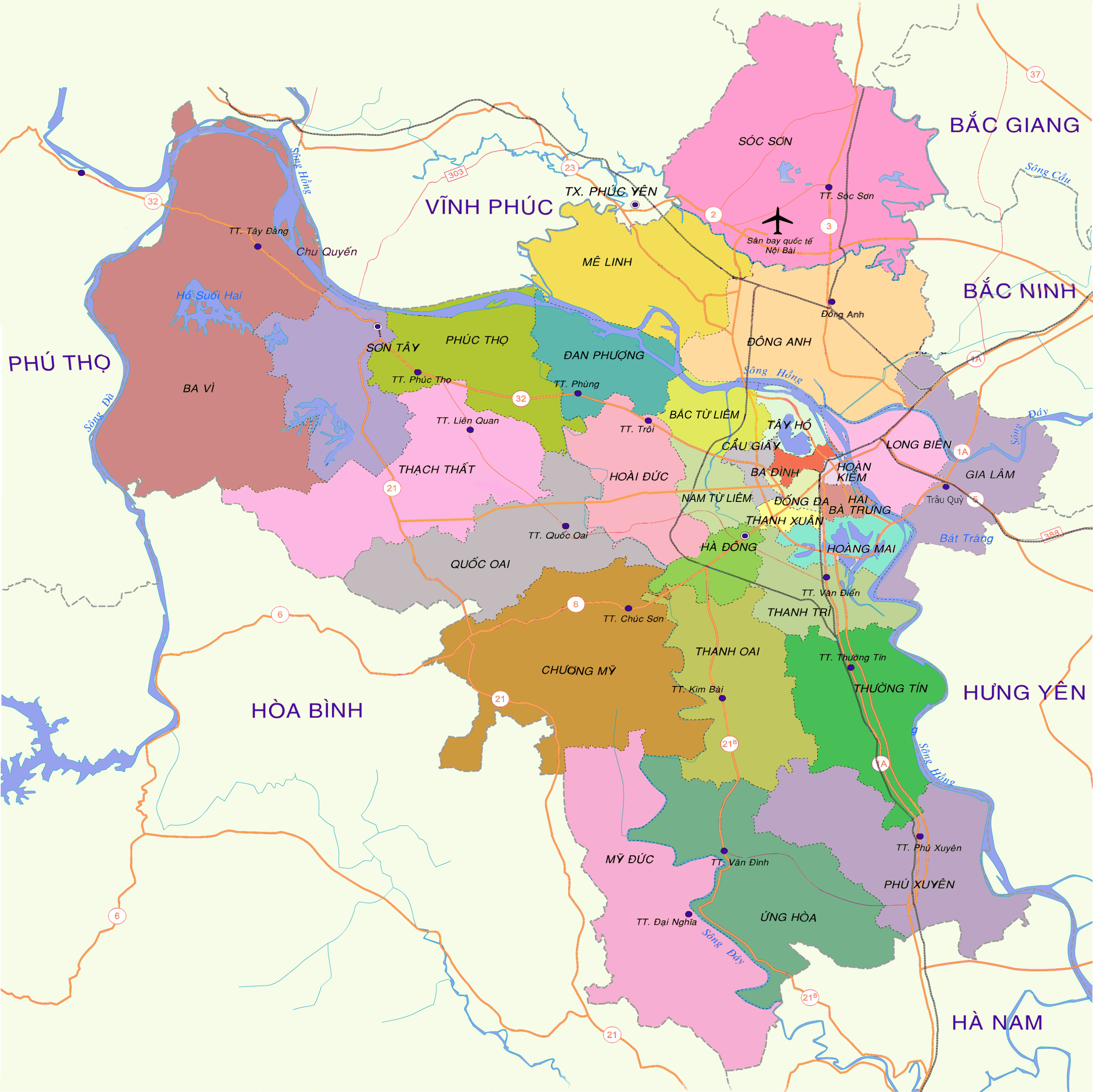
트엉띤현의 우치(중하단 초록)

트엉띤현은 1개의 티쩐(市鎭)과 28개의 싸(社)로 구분된다.

### 티쩐
- 트엉띤 (Thường Tín / 常信)

### 싸
- 추엉즈엉 (Chương Dương / 彰陽)
- 즈엉띠엔 (Dũng Tiến / 勇進)
- 주옌타이 (Duyên Thái / 沿泰)
- 하호이 (Hà Hồi / 河洄)
- 히엔장 (Hiền Giang / 賢江)
- 호아빈 (Hòa Bình / 和平)
- 홍반 (Hồng Vân / 紅雲)
- 카인하 (Khánh Hà /慶河)
- 러로이 (Lê Lợi / 黎利)
- 리엔프엉 (Liên Phương / 蓮芳)
- 민끄엉 (Minh Cường / 盟強)
- 응히엠 쑤옌 (Nghiêm Xuyên / 嚴川)
- 응우옌짜이 (Nguyễn Trãi / 阮廌)
- 니케 (Nhị Khê / 蕊溪)
- 닝서 (Ninh Sở / 寧所)
- 꽛동 (Quất Động / 橘洞)
- 떤민 (Tân Minh / 新明)
- 탕로이 (Thắng Lợi / 勝利)
- 통녓 (Thống Nhất / 統一)
- 투후 (Thư Phú / 書賦)
- 띠엔퐁 (Tiền Phong / 前鋒)
- 또히에우 (Tô Hiệu / 蘇號)
- 뚜니엔 (Tự Nhiên / 自然)
- 반빈 (Văn Bình / 文平)
- 반디엠 (Vạn Điểm / 萬點)
- 반후 (Văn Phú / 文富)
- 반떠 (Văn Tự / 文字)
- 번따오 (Vân Tảo / 雲早)